# Daniele Bennati
Daniele Bennati (Arezzo, 24 september 1980) is een voormalig Italiaans wielrenner. In zijn beste jaren had hij een sterke eindspurt, maar hij schuwde ook het eendagswerk niet. Van november 2021 tot februari 2025 was hij bondscoach van de nationale wielerploeg van Italië.

## Carrière
Bennati won etappes in alle drie de grote rondes. In de Ronde van Frankrijk won hij twee etappes, allebei in 2007: de zeventiende rit (door na een lange ontsnapping Markus Fothen, Martin Elmiger en Jens Voigt in de sprint te verslaan) en de twintigste rit, de prestigieuze massasprint op de Champs-Élysées in Parijs. In de Ronde van Italië was hij in 2008 succesvol met drie etappezeges: de derde, negende en twaalfde etappe. Hij won in deze Giro bovendien het puntenklassement. In de Ronde van Spanje won Bennati in totaal zeven etappes; drie in 2007, twee in 2008, één in 2011 en één in 2012. Het puntenklassement van de Vuelta schreef hij in 2007 op zijn naam. 

## Overwinningen
2001
Giro delle Regioni, Beloften
2002
1e etappe deel B Ronde van Oostenrijk
5e etappe Regio Tour International
2003
5e etappe Ronde van de Middellandse Zee
3e etappe Ronde van Polen
2005
Ronde van Toscane
3e, 5e en 9e etappe Ronde van Duitsland
Puntenklassement Ronde van Duitsland
2e en 4e etappe Ronde van Polen
2006
5e etappe Ronde van Valencia
4e etappe Ronde van Trentino
7e etappe Ronde van Catalonië
Memorial Marco Pantani
Puntenklassement Ronde van Zwitserland
2e en 4e etappe Ronde van Polen
GP Città di Misano - Adriatico
GP van Prato
Ronde van Piëmont
2007
2e etappe Ronde van de Middellandse Zee
1e, 3e en 5e etappe Ronde van Valencia
2e etappe Driedaagse van De Panne-Koksijde
Puntenklassement Ronde van Zwitserland
17e en 20e etappe Ronde van Frankrijk
Unnaer Sparkassen Cup
1e, 17e en 21e etappe Ronde van Spanje
 Puntenklassement Ronde van Spanje
2008
5e etappe Ronde van Romandië
Puntenklassement Ronde van Romandië
3e, 9e en 12e etappe Ronde van Italië
 Puntenklassement Ronde van Italië
3e etappe ENECO Tour
1e (ploegentijdrit) en 4e etappe Ronde van Spanje
Ronde van Piëmont
2009
3e etappe Challenge Mallorca
1e etappe Giro della Provincia di Grosseto
4e etappe Ronde van Sardinië
Eindklassement Ronde van Sardinië
2010
2e etappe Ronde van Oman
3e etappe Tirreno-Adriatico
Ronde van Toscane
2011
1e, 2e deel B en 4e etappe etappe Omloop van de Sarthe
8e etappe Ronde van Oostenrijk
3e etappe Ronde van Wallonië
1e (ploegentijdrit) en 20e etappe Ronde van Spanje
2012
18e etappe Ronde van Spanje
2015
GP Industria & Commercio di Prato
2016
1e etappe Ruta del Sol
1e etappe Ronde van Denemarken
Puntenklassement Ronde van Denemarken
Eindklassement Ronde van Toscane

## Resultaten in voornaamste wedstrijden
| Jaar | Ronde van Italië | Ronde van Frankrijk | Ronde van Spanje |
| ---- | ---------------- | ------------------- | ---------------- |
| 2002 |                  |                     | opgave           |
| 2003 | buiten tijd      |                     |                  |
| 2004 | opgave           |                     |                  |
| 2005 |                  |                     |                  |
| 2006 |                  | opgave              |                  |
| 2007 |                  | 75e (2)             | 64e (3)          |
| 2008 | 70e (3)          |                     | opgave (2)       |
| 2009 |                  | 135e                | 84e              |
| 2010 |                  |                     | 83e              |
| 2011 |                  |                     | 112e (1)         |
| 2012 | opgave           |                     | 144e (1)         |
| 2013 | opgave           | 107e                |                  |
| 2014 |                  | 96e                 | 108e             |
| 2015 |                  | opgave              | 131e             |
| 2016 |                  |                     | 107e             |
| 2017 | opgave           | 104e                |                  |
| 2018 |                  | 104e                | 133e             |
| 2019 |                  |                     |                  |

| Jaar | Milaan-San Remo | Gent-Wevelgem | Ronde van Vlaanderen | Parijs-Roubaix | Amstel Gold Race | Ronde van Lombardije | Bretagne Classic | Parijs-Tours | Cyclassics Hamburg |  | WK op de weg |  | Wereldranglijsten |
| ---- | --------------- | ------------- | -------------------- | -------------- | ---------------- | -------------------- | ---------------- | ------------ | ------------------ |  | ------------ |  | ----------------- |
| 2002 |                 |               |                      |                |                  |                      |                  | 101e         | 93e                |  |              |  |                   |
| 2003 | 65e             |               | opgave               | opgave         |                  |                      |                  |              | 82e                |  |              |  |                   |
| 2004 |                 |               |                      |                | opgave           |                      |                  |              |                    |  |              |  |                   |
| 2005 | 29e             | ↑             | 53e                  | opgave         |                  |                      | 4e               | ↑            |                    |  | 105e         |  | 26e (UPT)         |
| 2006 |                 |               |                      | opgave         |                  |                      |                  | 37e          |                    |  |              |  | 87e (UPT)         |
| 2007 | 26e             |               | 19e                  | opgave         |                  |                      |                  |              | 55e                |  |              |  | 35e (UPT)         |
| 2008 |                 |               |                      |                |                  |                      |                  | 8e           |                    |  |              |  | 73e (UPT)         |
| 2009 | 6e              |               | opgave               |                |                  |                      | 18e              |              | 7e                 |  |              |  | 60e (UWK)         |
| 2010 | 5e              | 26e           | opgave               |                |                  |                      |                  | 42e          | 6e                 |  |              |  | 56e (UWK)         |
| 2011 | 13e             | ↑             |                      |                |                  |                      |                  |              |                    |  | 14e          |  | 50e (UWT)         |
| 2012 | 10e             | 6e            | 96e                  | opgave         |                  |                      |                  |              |                    |  |              |  | 69e (UWT)         |
| 2013 | 18e             | opgave        | opgave               |                |                  |                      | 5e               |              | 56e                |  |              |  | 94e (UWT)         |
| 2014 |                 |               | opgave               |                |                  |                      | 18e              |              |                    |  | 21e          |  | 141e (UWT)        |
| 2015 | opgave          |               |                      |                |                  | opgave               |                  |              |                    |  | 83e          |  | 181e (UWT)        |
| 2016 | opgave          |               |                      |                |                  |                      |                  |              |                    |  | 25e          |  | 130e (UWT)        |
| 2017 | 14e             | 24e           |                      | 41e            |                  |                      | 21e              |              |                    |  | 105e         |  | 182e (UWT)        |
| 2018 | 91e             | opgave        |                      |                |                  |                      |                  |              |                    |  |              |  | 420e (UWT)        |
| 2019 | 144e            |               |                      | opgave         |                  |                      |                  |              |                    |  |              |  |                   |

## Ploegen
- 2002 –  Acqua & Sapone-Cantina Tollo
- 2003 –  Domina Vacanze-Elitron
- 2004 –  Phonak Hearing Systems
- 2005 –  Lampre-Caffita
- 2006 –  Lampre-Fondital
- 2007 –  Lampre-Fondital
- 2008 –  Liquigas
- 2009 –  Liquigas
- 2010 –  Liquigas-Doimo
- 2011 –  Leopard Trek
- 2012 –  RadioShack-Nissan-Trek
- 2013 –  Team Saxo-Tinkoff
- 2014 –  Tinkoff-Saxo
- 2015 –  Tinkoff-Saxo
- 2016 –  Tinkoff
- 2017 –  Movistar Team
- 2018 –  Movistar Team
- 2019 –  Movistar Team